# Строгино (Псковская область)
Строгино — деревня в Гдовском районе Псковской области России. Входит в состав Спицинской волости Гдовского района.
Расположена в 4 км от побережья Чудского озера, на берегу реки Тороховка, в 5 км к северо-востоку от волостного центра Спицино и в 20 км к югу от Гдова.

## Население
Численность населения деревни на 2000 год составляла 6 человек.